# Banjarejo (Ngadiluwih)
Banjarejo is een bestuurslaag in het regentschap Kediri van de provincie Oost-Java, Indonesië. Banjarejo telt 4469 inwoners (volkstelling 2010).